# 鲍勃·霍格西特
罗伯特·L·霍格西特（英語：Robert L. Hogsett，1941年1月29日—1984年12月5日），美国NBA联盟前职业篮球运动员。